# Епархия Береины
 Епархия Береины (лат. Dioecesis Bereinitana) — епархия Римско-католической церкви c центром в городе Береина, Папуа – Новая Гвинея. Епархия Береины входит в митрополию Порт-Морсби. Кафедральным собором епархии Береины является собор Пресвятой Девы Марии.

## История
16 июля 1959 года Римский папа Иоанн XXIII выпустил буллу Qui per electionem, которой учредил апостольский викариат Йуле, выделив его из апостольского викариата Папуасии (сегодня — Архиепархия Порт-Морсби).
15 ноября 1966 года Римский папа Павел VI выпустил буллу Laeta incrementa, которой преобразовал апостольский викариат Береины в епархию.
16 ноября 1971 года епархия Береины передала часть своей территории для возведения новой епархии Керемы.

## Ординарии епархии
- епископ  Eugène Klein (14.06.1960 — 5.06.1971 — назначен вспомогательным епископом архиепархии Нумеа);
- епископ Louis Vangeke (1.03.1976 — 30.10.1979);
- епископ Benedict To Varpin (30.10.1979 — 26.01.1987 — назначен вспомогательным епископом архиепархии Маданга);
- епископ Luke Paul Matlatarea (21.06.1988 — 28.03.1998);
- епископ Gérard-Joseph Deschamps (2.01.1999 — 12.02.2002);
- епископ Джон Рибат (12.02.2002 — 16.04.2007 — назначен вспомогательным епископом апрхиепархии Порт-Морсби);
- епископ Rochus Josef Tatamai (29.01.2007 — 22.06.2018 — назначен епископом Кавиенга);
- епископ Otto Separy (16.07.2019 — по настоящее время).

## Источник
- Annuario Pontificio, Ватикан, 2007
- Булла Qui per electionem, AAS 52 (1960), стр. 74  (лат.)
- Булла Laeta incrementa  (лат.)